# Glaciar Valsorey

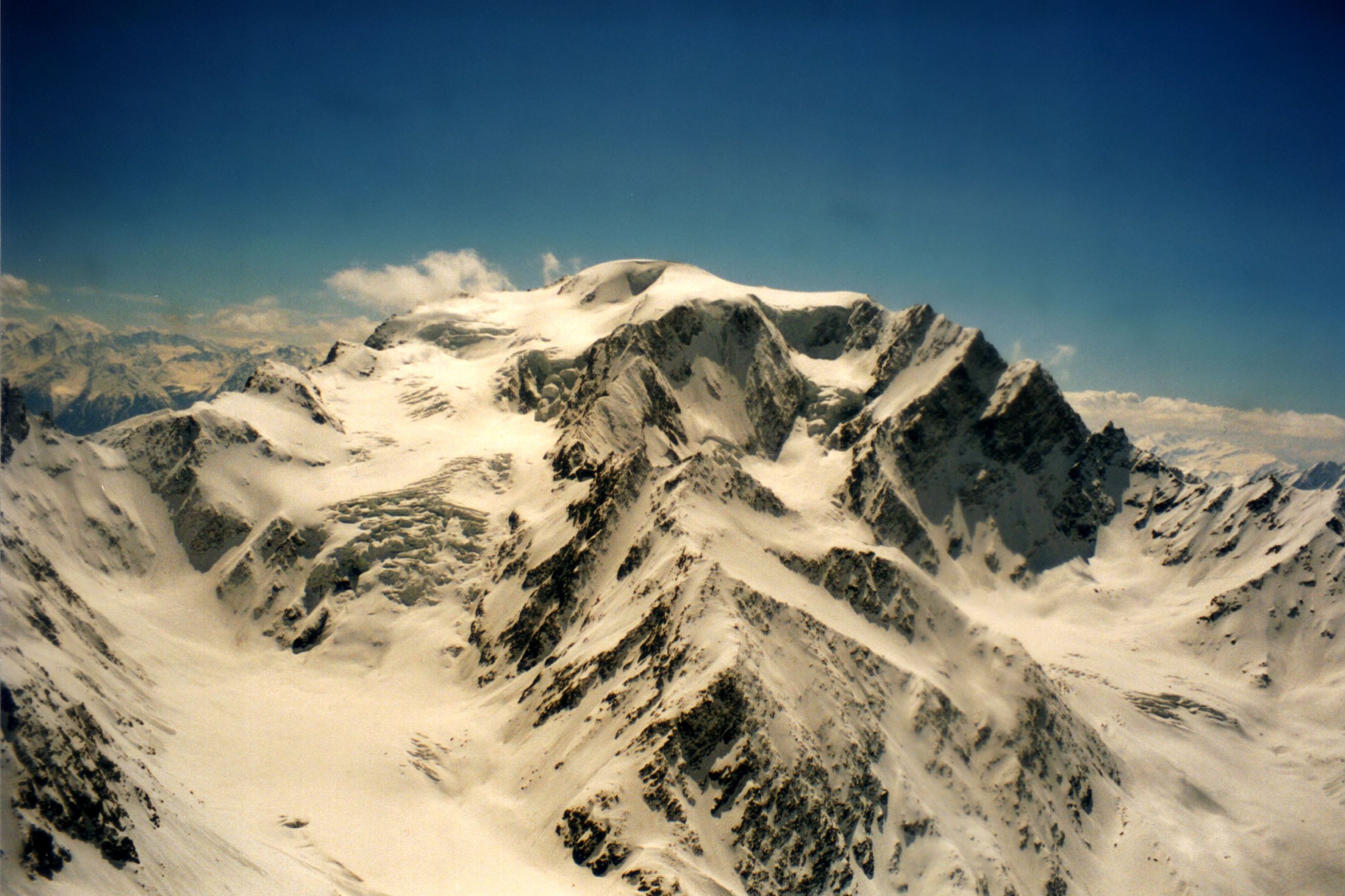
El monte Vélan visto desde el "El Llano del Corredor". A la izquierda, el glaciar Valsorey y a la derecha, el glaciar Tseudet.

El glaciar Valsorey (del francés: Glacier de Valsorey) es un glaciar alpino de los Alpes Peninos, cantón del Valais, en Suiza. Tiene unos 3,5 km de largo y una anchura media de 500 m, cubriendo una superficie de 2,5 km².
Nace de la nieve caída en la cumbre del monte Vélan, al sudeste del Grand Combin (3700 msm). El glaciar discurre formando una curva, primero hacia el noreste y luego hacia el norte. Al este está flanqueado por una cresta con varios picos, sobre la que pasa la frontera entre Suiza e Italia. El límite oeste lo forma el Mont de la Gouille (3212 msm).  La lengua del glaciar está actualmente a 2400 metros de altura. Aquí nace el arroyo Valsorey que vierte sus aguas en el río Dranse, afluente del Ródano.
En su mayor desarrollo durante la Pequeña Edad de Hielo, este glaciar descendía más de 16 km, y recibía, y aún recibe, hielo de otro glaciar al norte del monte Vélan, el glaciar Tseudet, de 2,8 km de largo,
Cerca del glaciar se ubica el refugio de Valsorey, que es punto de partida de una de las etapas de la Haute Route.
- Datos: Q618666